# Artres
Artres is een gemeente in het Franse Noorderdepartement (Frans: département du Nord) (regio Hauts-de-France). De gemeente telde op 1 januari 2022 1.073 inwoners.. De plaats maakt deel uit van het arrondissement Valenciennes.

## Geografie
De oppervlakte van Artres bedroeg op 1 januari 2022 6,55 vierkante kilometer; de bevolkingsdichtheid was toen 163,8 inwoners per km².

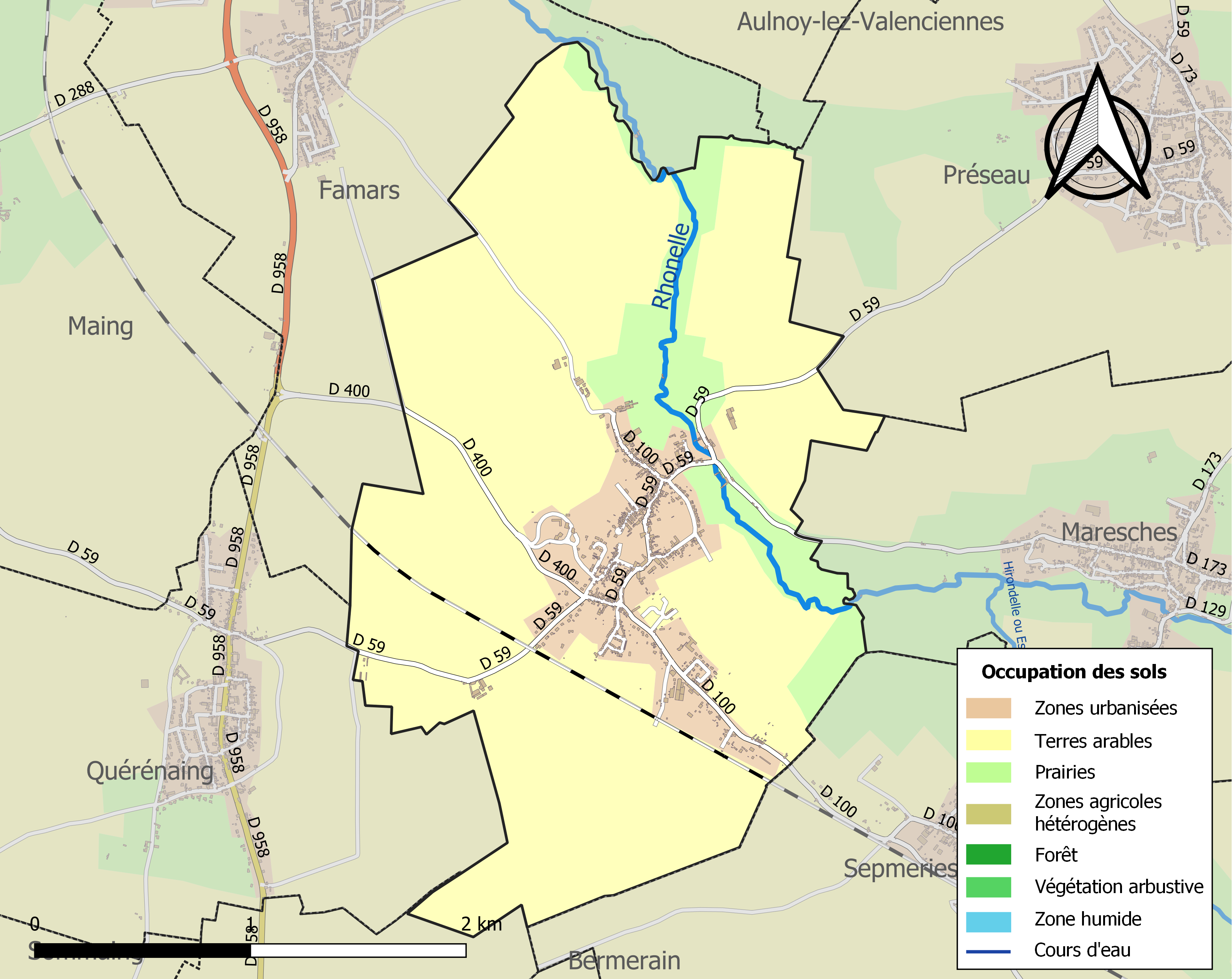
Kaart van de gemeente met belangrijkste infrastructuur, bodemgebruik en omliggende gemeenten

## Bezienswaardigheden
- De Église Saint-Martin
- Op de gemeente begraafplaats van Artres bevinden zich 6 Britse graven uit de Eerste Wereldoorlog

## Demografie
Onderstaande figuur toont het verloop van het inwonertal (bron: INSEE-tellingen).